# Miller Butte
Miller Butte är en bergstopp i Antarktis. Den ligger i Östantarktis. Nya Zeeland gör anspråk på området. Toppen på Miller Butte är 2 608 meter över havet, eller 229 meter över den omgivande terrängen. Bredden vid basen är 4,7 km.
Terrängen runt Miller Butte är huvudsakligen kuperad, men söderut är den platt. Trakten är obefolkad. Det finns inga samhällen i närheten. 